# Aplodinotus grunniens
Genre
Espèce
Statut de conservation UICN

 LC  : Préoccupation mineure
Aplodinotus grunniens, le malachigan, est une espèce de poissons perciformes de la famille des Sciaenidae. C'est la seule espèce de son genre Aplodinotus (monotypique). Il habite les cours d'eau douce américains. Il possède une aire de répartition très étendue. Espèce d'intérêt pour la pêche sportive. Le malachigan possède des otolithes utilisés par les Amérindiens pour confectionner des bijoux.